# ゾラン・ガイッチ
ゾラン・ガイッチ（セルビア語: Зоран Гајић、1958年12月28日 - ）は、ユーゴスラビアの男子バレーボール選手、指導者、政治家。パンチェヴォ出身。2000年シドニーオリンピックでユーゴスラビアに金メダルをもたらした名将として知られる。

## 来歴
1980年、ユーゴスラビアリーグのムラドスト・オモリツァで、選手兼コーチとしてバレーボールの指導を始める。1989年から1993年まで、名門クラブのヴォイヴォディナ・ノヴィサドの監督に就任。国内リーグで二度の優勝へと導き、指導者として大きな手腕を発揮した。
1993年、ギリシャリーグへ移り、アリス・テッサロニキ（1993-1995年）、オレスティアダ（1995-1997年）、オリンピアコス（1998-2000年）とクラブを渡り歩いて、監督としてのキャリアを積み上げて行った。2002年にはトルコリーグのアルチェリッキの指導に当たった。2007年からロシアスーパーリーグのイスクラ・オジンツォボの監督を務め、2009年にウラル・ウファの監督に就任した。
1995年、ユーゴスラビア男子ナショナルチームの監督に就任。1996年アトランタオリンピックの銅メダル、2000年シドニーオリンピックの金メダル、2001年欧州選手権の優勝など、主要国際大会で数々のメダルをチームにもたらした。また、2001年にはユーゴスラビアをFIVBランキング1位へと導いた。
アテネオリンピック後の2004年、低迷していた全日本男子の監督に、代理人を通じて自薦という形で立候補を表明した。しかし、全日本監督は植田辰哉に決定し、監督就任には至らなかった。
2005年、ロシア男子ナショナルチームの監督に就任。成績不振で辞任。
2007年、イラン男子ナショナルチームの監督に就任。2008年の2008年北京オリンピックのバレーボール競技・世界最終予選・東京ラウンドで、アジア枠からの出場権獲得を目指したが獲得はならず、監督を辞任した。
2016年からセルビアバレーボール連盟会長、2022年からはセルビア共和国スポーツ大臣を務めている。

## 指導歴
- バレーボールユーゴスラビア男子代表（1995-2002年）
- バレーボールロシア男子代表（2005-2007年）
- バレーボールイラン男子代表（2007-2008年）
- イスクラ・オジンツォボ（2007-2009年）
- ウラル・ウファ（2009-2011年）
- ラビタ・バクー（2011-2012年）
- テレコム・バクー（2014-2017年）